# داشون وود
داشون وود (بالإنجليزية: DaShaun Wood)‏ مواليد 29 سبتمبر 1985 في ديترويت، هو لاعب كرة سلة أمريكي. بدأ مسيرته الاحترافية في سنة 2007. يلعب مع ليموج سي إس بي في الدوري الفرنسي لكرة السلة الدرجة الأولى كلاعب هجوم خلفي. يحمل الرقم 3. يبلغ طوله 6 قدم 1 بوصة (1.9 م).

## المسيرة الاحترافية
لعب مع بالاكانسترو كانتو في الدوري الإيطالي في موسم 2007–2008، ثم لعب مع تريفيزو لكرة السلة في موسم 2008–2009، ثم لعب مع سكايلاينرز فرانكفورت في الدوري الألماني في موسم 2010–2011، ثم لعب مع ألبا برلين من سنة 2011 إلى 2013، ثم لعب مع لو مان سارت باسكت في الدوري الفرنسي في موسم 2013–2014، ثم لعب مع نادي طوفاس الرياضي في الدوري التركي في موسم 2014–2015، ثم لعب مع شوليه باسكت في الدوري الفرنسي في موسم 2015–2016، ثم لعب مع ليموج سي إس بي في سنة 2016.

## روابط خارجية
- داشون وود على موقع كرة السلة الأوروبية.كوم (الإنجليزية)
- داشون وود على موقع كلية كرة السلة في سبورتس رفرنس.كوم (الإنجليزية)
- داشون وود على موقع ريلجم (الإنجليزية)
- داشون وود على موقع بروبوليرز (الإنجليزية)
- داشون وود على موقع سبورتس رفرنس (الإنجليزية)